# Pogonomyrmex
Pogonomyrmex is een geslacht van mieren (Formicidae). De soorten binnen dit geslacht komen voornamelijk voor in de woestijnen van Noord- en Zuid-Amerika.
Werkers binnen het geslacht Pogonomyrmex zijn de meest giftige insecten ter wereld, waarbij Pogonomyrmex maricopa de meest giftige soort is. De soort heeft een LD50 van 0,12 mg/kg, terwijl bijvoorbeeld de honingbij een LD50 heeft van 2,8 mg/kg.

## Soorten
De volgende soorten zijn bij het geslacht ingedeeld, waarvan één uitgestorven soort:
- Pogonomyrmex abdominalis
- Pogonomyrmex andinus
- Pogonomyrmex anergismus
- Pogonomyrmex angustus
- Pogonomyrmex anzensis
- Pogonomyrmex apache
- Pogonomyrmex atratus
- Pogonomyrmex badius
- Rode maaimier (Pogonomyrmex barbatus)
- Pogonomyrmex bicolor
- Pogonomyrmex bigbendensis
- Pogonomyrmex bispinosus
- Pogonomyrmex brevibarbis
- Pogonomyrmex brevispinosus
- Pogonomyrmex bruchi
- Pogonomyrmex californicus
- Pogonomyrmex carbonarius
- Pogonomyrmex catanlilensis
- Pogonomyrmex coarctatus
- Pogonomyrmex colei
- Pogonomyrmex comanche
- Pogonomyrmex cunicularius
- Pogonomyrmex desertorum
- †Pogonomyrmex fossilis
- Pogonomyrmex guatemaltecus
- Pogonomyrmex hoelldobleri Johnson, Overson & Moreau, 2013[1]
- Pogonomyrmex huachucanus
- Pogonomyrmex humerotumidus
- Pogonomyrmex imberbiculus
- Pogonomyrmex inermis
- Pogonomyrmex kusnezovi
- Pogonomyrmex laevigatus
- Pogonomyrmex laevinodis
- Pogonomyrmex laticeps
- Pogonomyrmex lobatus
- Pogonomyrmex longibarbis
- Pogonomyrmex magnacanthus
- Pogonomyrmex marcusi
- Pogonomyrmex maricopa
- Pogonomyrmex mayri
- Pogonomyrmex mendozanus
- Pogonomyrmex meridionalis
- Pogonomyrmex micans
- Pogonomyrmex mohavensis
- Pogonomyrmex montanus
- Pogonomyrmex naegelii
- Pogonomyrmex occidentalis
- Pogonomyrmex odoratus
- Pogonomyrmex pima
- Pogonomyrmex pronotalis
- Pogonomyrmex rastratus
- Pogonomyrmex rugosus
- Pogonomyrmex salinus
- Pogonomyrmex saucius
- Pogonomyrmex schmitti
- Pogonomyrmex snellingi
- Pogonomyrmex stefani
- Pogonomyrmex striatinodis
- Pogonomyrmex subdentatus
- Pogonomyrmex subnitidus
- Pogonomyrmex sylvestris
- Pogonomyrmex tenuipubens
- Pogonomyrmex tenuispinus
- Pogonomyrmex texanus
- Pogonomyrmex theresiae
- Pogonomyrmex uruguayensis
- Pogonomyrmex variabilis
- Pogonomyrmex vermiculatus
- Pogonomyrmex wheeleri